# Jürgen Pommerenke
Jürgen Pommerenke (* 22. ledna 1953, Wegeleben) je bývalý východoněmecký fotbalista, záložník. V roce 1975 byl vyhlášen východoněmeckým fotbalistou roku. Po skončení aktivní kariéry vedl 1. FC Magdeburg jako trenér.

## Fotbalová kariéra
Ve východoněmecké Oberlize hrál za 1. FC Magdeburg. Nastoupil ve 302 ligových utkáních a dal 82 gólů. V letech 1972, 1974 a 1975 získal s 1. FC Magdeburg mistrovský titul a v letech 1973, 1978, 1979 a 1983 východoněmecký fotbalový pohár. V Poháru mistrů evropských zemí nastoupil v 7 utkáních a dal 2 góly, v Poháru vítězů poháru nastoupil ve 22 utkáních a dal 5 gólů a v Poháru UEFA nastoupil v 19 utkáních a dal 7 gólů. V roce 1974 vyhrál s 1. FC Magdeburg Pohár vítězů pohárů. Za reprezentaci Východního Německa (NDR) nastoupil v letech 1972–1983 v 53 utkáních a dal 3 góly. Byl členem týmu na Mistrovství světa ve fotbale 1974, nastoupil ve 3 utkáních. V roce 1972 byl členem bronzového týmu na LOH 1972 v Mnichově, nastoupil ve 7 utkáních a dal 1 gól.

## Ligová bilance
| Ročník          | Zápasy | Góly | Klub            |
| --------------- | ------ | ---- | --------------- |
| I. liga 1970/71 | 7      | 0    | 1. FC Magdeburg |
| I. liga 1971/72 | 25     | 3    | 1. FC Magdeburg |
| I. liga 1972/73 | 21     | 9    | 1. FC Magdeburg |
| I. liga 1973/74 | 26     | 8    | 1. FC Magdeburg |
| I. liga 1974/75 | 25     | 15   | 1. FC Magdeburg |
| I. liga 1975/76 | 23     | 4    | 1. FC Magdeburg |
| I. liga 1976/77 | 14     | 1    | 1. FC Magdeburg |
| I. liga 1977/78 | 23     | 6    | 1. FC Magdeburg |
| I. liga 1978/79 | 25     | 7    | 1. FC Magdeburg |
| I. liga 1979/80 | 25     | 7    | 1. FC Magdeburg |
| I. liga 1980/81 | 25     | 7    | 1. FC Magdeburg |
| I. liga 1981/82 | 25     | 7    | 1. FC Magdeburg |
| I. liga 1982/83 | 25     | 5    | 1. FC Magdeburg |
| I. liga 1983/84 | 11     | 3    | 1. FC Magdeburg |
| I. liga 1984/85 | 2      | 0    | 1. FC Magdeburg |
| CELKEM I. liga  | 302    | 82   |                 |

## Trenérská kariéra
V letech 1992–1993 byl trenérem 1. FC Magdeburg.